# Kopáčov
Kopáčov (německy Kopitschau) je zaniklá vesnice ve vojenském újezdu Hradiště v okrese Karlovy Vary. Stála v Doupovských horách asi 4,5 kilometru severozápadně od Valče v nadmořské výšce okolo 700 metrů.

## Název
Název vesnice je odvozen z příjmení Kopáč ve významu Kopáčův dvůr. V historických pramenech se objevuje ve tvarech: Kopaczow (1419), Capeczaw (1437), s kopacžowem (1623), Kopacožow (1654), Kopitschau (1847) a Skopačov nebo Kopitschau (1854–1923).

## Historie
První písemná zmínka o Kopáčovu je z roku 1419. Podruhé byla vesnice zmíněna v deskách dvorských v roce 1437 a potřetí roku 1623. Berní rula z roku 1654 uvádí pouze pustou vesnici u valečského panství. Teprve roku 1800 bylo v místech bývalé vsi postaveno nových sedm domů. Jejich obyvatelé patřili k lochotínské farnosti a do Lochotína chodily také kopáčovské děti do školy.
Po zrušení patrimoniální správy se Kopáčov stal roku 1850 osadou Malého Hlavákova. Vesnice zanikla vysídlením v roce 1953 v důsledku zřízení vojenského újezdu.

## Přírodní poměry
Kopáčov stával na rozhraní katastrálních území Radošov u Hradiště a Tureč u Hradiště v okrese Karlovy Vary, asi tři kilometry severovýchodně od Albeřic. Nacházel se v nadmořské výšce okolo 700 metrů u pramene Lučního potoka, který je přítokem Velké Trasovky. Oblast leží v jihovýchodní části Doupovských hor, konkrétně v jejich okrsku Hradišťská hornatina. Půdní pokryv okolí tvoří kambizem eutrofní.
V rámci Quittovy klasifikace podnebí stál Kopáčov v chladné oblasti CH7, pro kterou jsou typické průměrné teploty −3 až −4 °C v lednu a 15–16 °C v červenci. Roční úhrn srážek dosahuje 850–1000 milimetrů, sníh zde leží 100–120 dní v roce. Mrazových dnů bývá 140–160, zatímco letních dnů jen 10–30.

## Obyvatelstvo
Při sčítání lidu v roce 1921 zde žilo padesát obyvatel (z toho 28 mužů). Podle sčítání lidu z roku 1930 měla vesnice 35 obyvatel. V obou případech byli všichni německé národnosti a římskokatolického vyznání.
|           | 1869 | 1880 | 1890 | 1900 | 1910 | 1921 | 1930 | 1950 |
| --------- | ---- | ---- | ---- | ---- | ---- | ---- | ---- | ---- |
| Obyvatelé | 52   | 32   | 44   | 39   | 47   | 50   | 35   | 4    |
| Domy      | 7    | 7    | 7    | 7    | 7    | 7    | 7    | 5    |